# 拉瓦耶哈省
拉瓦耶哈省（西班牙語：Departamento de Lavalleja）為南美國家烏拉圭十九省之一省，位於烏拉圭東南部，該省省会為米纳斯。